# Université du Tennessee à Chattanooga
Ne doit pas être confondu avec Université du Tennessee.

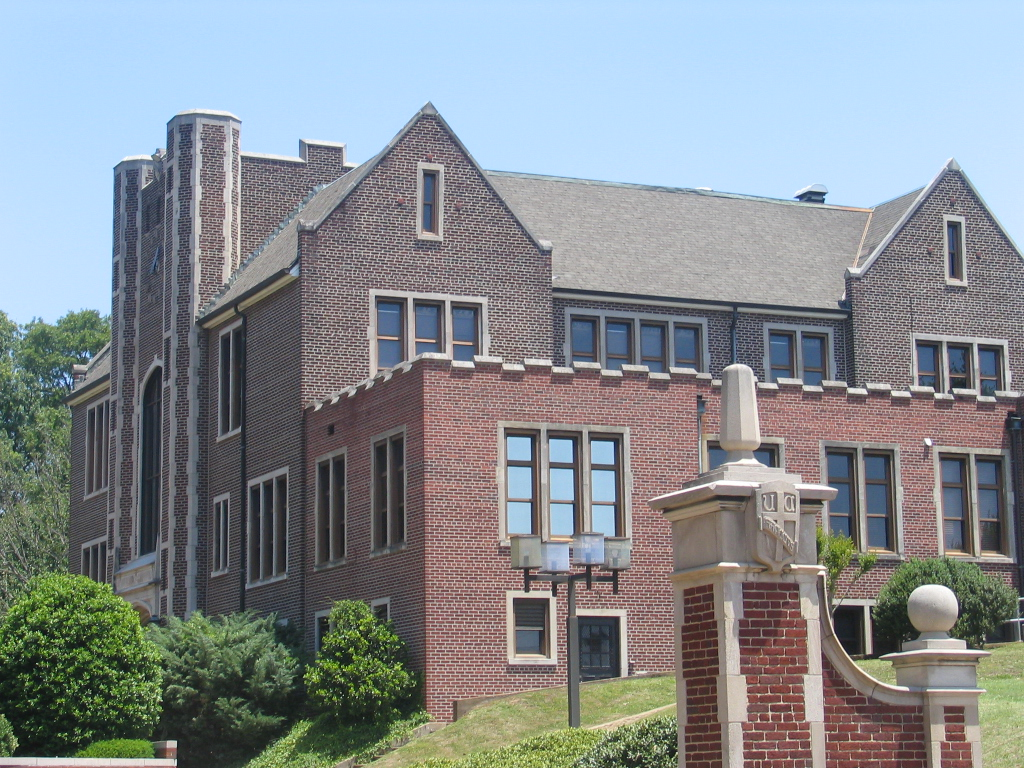
Founder’s Hall

L’université du Tennessee à Chattanooga (en anglais : University of Tennessee at Chattanooga) est une université située à Chattanooga dans le Tennessee, aux États-Unis.
Les Mocs de Chattanooga sont l'équipe sportive de l'université.

## Élèves célèbres
- Khaled Mattawa, poète, essayiste, traducteur, universitaire
- Anthony Burger, pianiste et chanteur  de musique gospel